# Euclide (nome)
Euclide  è un nome proprio di persona italiano maschile.

## Varianti
- Femminili: Euclida

### Varianti in altre lingue
- Albanese: Euklidi
- Azero: Evklid
- Basco: Euklides
- Bielorusso: Эўклід (Ėŭklid)
- Bosniaco: Euklid
- Bretone: Euklides
- Bulgaro: Евклид (Evklid)
- Catalano: Euclides[4]
- Ceco: Eukleidés
- Croato: Euklid
- Danese: Euklid
- Galiziano: Euclides
- Greco antico: Ευκλείδης (Eukleides)[5][6]
- Francese: Euclide
- Inglese: Euclid[5]
- Islandese: Evklíð
- Latino: Euclides, Euclydes[1]
- Lettone: Eiklīds
- Lituano: Euklidas
- Maltese: Ewklide
- Norvegese: Eukleides, Euklid
- Olandese: Euclides
- Polacco: Euklides
- Portoghese: Euclides, Euclydes
- Rumeno: Euclid
- Russo: Евклид (Evklid)
- Serbo: Еуклид (Euklid)
- Slovacco: Euklides
- Sloveno: Evklid
- Spagnolo: Euclides[4]
- Svedese: Euklides
- Tedesco: Euklid
- Turco: Öklid
- Ucraino: Евклід (Evklid)
- Ungherese: Eukleidész

## Origine e diffusione
È un nome di matrice classica, che riprende il greco Ευκλείδης (Eukleides), latinizzato in Euclides; è composto da ευ (eu, "bene") e κλεος (kleos, "gloria", "fama", "reputazione"), e può quindi essere interpretato come "che ha buona fama", "inelito", "rinomato".

## Onomastico
Il nome è adespota, cioè privo di santo patrono, pertanto l'onomastico si festeggia il 1º novembre, in occasione della festa di Ognissanti.

## Persone
- Euclide, matematico greco antico
- Euclide, arconte ateniese

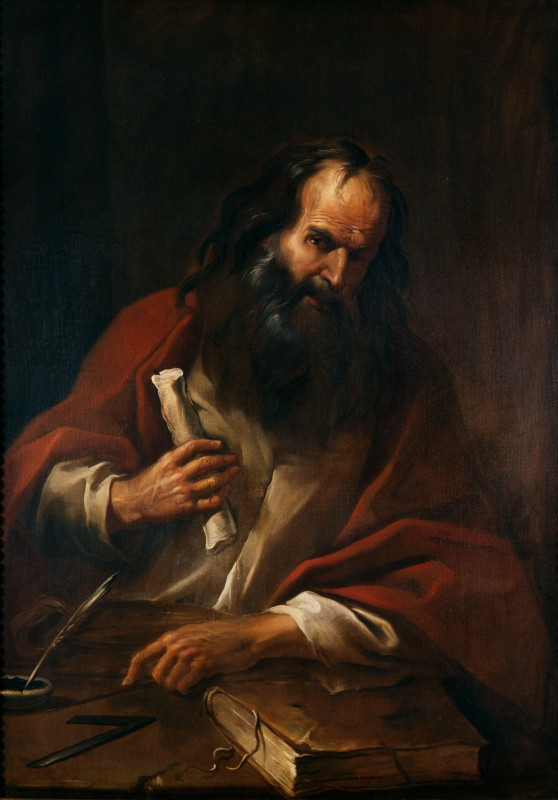
Euclide

- Euclide di Megara, filosofo greco antico
- Euclide Turba, generale italiano

### Varianti
- Euclydes Barbosa, calciatore brasiliano
- Euclides da Cunha, scrittore brasiliano